# United Paramount Network
UPN — американська телевізійна мережа. Належала Viacom, але потім була продана CBS Corporation. У 2006 році канал зазнав перезапуску під новою назвою, що складається з перших літер компаній Warner Bros. і CBS Corporation, таким чином, канал отримав назву The CW.

## Історія
У 1993 році розважальний конгломерат Viacom запропонував придбати Paramount, чим викликав початок цілої війни з Баррі Діллером з купівлі компанії. У результаті Viacom переміг, заплативши за підсумками торгів 10 мільярдів доларів США за активи Paramount. У 1995 році "Viacom" спільно з "United Television" запустили проєкт "United Paramount Network" (UPN), тим самим здійснивши мрію Діллера 70-х років ТБ-мережі.
У 1999 році «Viacom» викупив частку «United Television» і передав кермо управління комерційно нестійкою мережею більш стабільному своєму підрозділу «CBS». На початку 2005 року частково через проблеми у сфері телевізійного бізнесу, «Viacom» оголосив про свій поділ на 2 компанії.
Поділ було завершено в січні 2006 року. За результатами поділу телевізійна та радіомережа CBS, мережа радіостанцій Infinity (нині CBS Radio), підрозділ Paramount Television (нині CBS Paramount Television) і UPN (нині The CW Television Network», що знаходиться в спільному володінні з конкуруючою компанією Warner Bros. стали частиною корпорації CBS Corporation. А Paramount Pictures залишилася разом з MTV, BET та іншими досить прибутковими кабельними каналами корпорації New Viacom.